# هنا صادق
هنا صدیق (به انگلیسی: Hana Sadiq) یک طراح مد عراقی است که پوشاک طراحی خود را در امان، ناپل، بیروت و دبی به نمایش گذاشته است.
او در دانشگاه بغداد، ادبیات فرانسه خوانده است و در کشور اردن زندگی می‌کند. در لباس‌هایی که طراحی می‌کند، از نقش و نگارها، خطاطی و نقاشی هنرمندان عرب استفاده نموده است.